# BDT & MSD Partners
BDT & MSD Partners è una banca d’affari statunitense con sede congiunta a Chicago e New York. 
La società dispone di una piattaforma sia di consulenza che di investimento e si occupa principalmente di fornire capitale e supporto strategico a lungo termine ad aziende familiari e fondate da imprenditori, aiutandole nella crescita, nelle operazioni di M&A e nello sviluppo sostenibile.

## Storia
Nel gennaio del 2023, BDT & MSD Partners nacque dalla fusione tra BDT & Company, una banca d’affari fondata da Byron Trott che forniva consulenza e capitale a imprese familiari e guidate da fondatori, e MSD Partners, la società d’investimento che gestiva il patrimonio di Michael Dell e della sua famiglia.

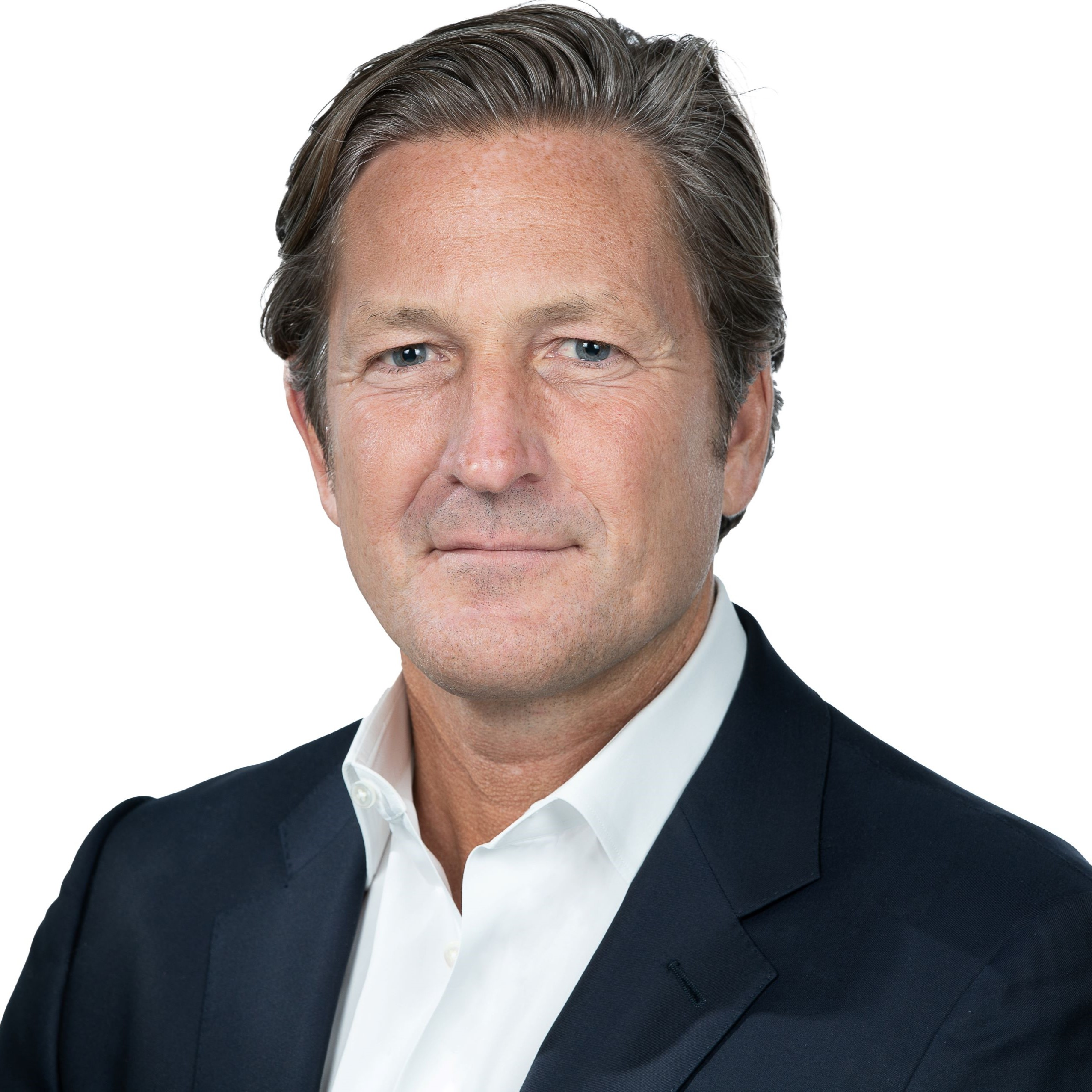
Gregg Lemkau

Trott assunse il ruolo di presidente e co-amministratore delegato, affiancato da Gregg Lemkau, già amministratore delegato di MSD Partners ed ex dirigente di Goldman Sachs. Nel maggio dello stesso anno, Dina Powell, ex dirigente di Goldman Sachs e già consigliera del governo statunitense, si unì al gruppo.
La banca stabilì le sue sedi principali a Chicago e New York, espandendosi successivamente con uffici a Santa Monica, Dallas, Palm Beach, San Francisco, Londra e Francoforte, rafforzando così la sua impronta globale.
BDT & MSD sviluppò un modello operativo fondato su quattro pilastri: Private Capital, Private Credit, Growth Equity e Real Estate, con un approccio focalizzato su investimenti a lungo termine e partnership con aziende familiari o imprenditoriali.
Nel 2023, la banca agì come consulente finanziario nell’acquisizione da 1,5 miliardi di dollari di SP Plus Corporation da parte di Metropolis Technologies.
Nel corso del biennio 2023–2024, BDT & MSD concluse una serie di operazioni strategiche. Acquisì una partecipazione di minoranza nella catena di hotel di lusso Auberge Resorts Collection e, nell’ottobre del 2024, partecipò all’acquisizione di una quota di maggioranza del produttore alimentare Badia Spices. Nel dicembre 2024, investì 273 milioni di dollari nello sviluppo di Shell Bay, un complesso di condomini di lusso nei pressi di Miami, rafforzando la propria presenza nel real estate di alta gamma.
Sempre nel 2024, entrò nel capitale dell’italiana IMA Group, leader nel packaging industriale, e partecipò a un importante round di crescita nella rete educativa internazionale Global School Management, con presenza in oltre 190 scuole.
Nel giugno 2024, BDT & MSD si classificò al 36º posto nella classifica PEI 300 di Private Equity International, tra le più grandi società di private equity del mondo, confermando la sua crescente influenza nell’industria degli investimenti alternativi.
Nel gennaio del 2025, la banca annunciò l’ingresso di Greg Olafson, ex partner di Goldman Sachs, come presidente, co-responsabile del credito globale e co-chief investment officer.

## Investimenti

### Partecipazioni di maggioranza
- Alliance Laundry Systems[12] – impianti per lavanderie industriali
- The Boca Raton Resort[13] – resort di lusso in Florida
- Casa Dragones[14] – marchio premium di tequila
- Coalition[15] – sicurezza informatica e gestione del rischio
- Culligan[16] – soluzioni per la purificazione dell’acqua
- Four Seasons Resort Hualalai[17] – resort esclusivo alle Hawaii
- MJH Life Sciences[18] – comunicazione e media nel settore sanitario
- Naples Beach Club[17] – complesso immobiliare e alberghiero in Florida
- Ring Container Technologies[19] – contenitori in plastica per alimenti e bevande
- Universal Engineering Sciences[20] – ingegneria e consulenza tecnica
- Weber Inc.[21] – barbecue e accessori da esterno
- West Monroe Partners (50%) – consulenza aziendale e tecnologia[22]
- Whataburger – catena statunitense di fast food[23]
- Athletico Physical Therapy[24] – cliniche ortopediche e di fisioterapia

### Partecipazioni di minoranza
- Acrisure[25] – broker assicurativo globale
- Auberge Resorts[6] – catena di resort e hotel di lusso
- Badia Spices[7] – spezie e condimenti etnici
- Brunswick Group[26] (11%) – comunicazione strategica e PR
- Charlotte Tilbury[27] – marchio britannico di cosmetici
- Cognita[28] – rete globale di scuole private
- East West Manufacturing[29] – produzione e assemblaggio globale
- Exyte[30] – impianti per semiconduttori e industria farmaceutica
- Global School Management[9] – rete internazionale di istituti scolastici
- GoodLeap[31] – piattaforma fintech per soluzioni sostenibili
- IMA Group[8] – macchine automatiche per il packaging industriale (Italia)
- Peet’s Coffee & Tea, Caribou Coffee, Einstein Bros. Bagels, Krispy Kreme Doughnuts, Keurig Dr Pepper, JDE[32] – marchi del food & beverage, tramite partnership indirette
- Qualtrics[33] – piattaforma per customer & employee experience
- Tory Burch LLC[34] – moda e lifestyle di fascia alta
- Under Armour (25%)[35] – abbigliamento e articoli sportivi
- Woolpert[36] – consulenza ingegneristica e geospaziale